# Речной пейзаж с всадниками
«Речной пейзаж с всадниками» (нидерл. Rivierlandschap met ruiters) — картина голландского живописца Альберта Кейпа (1620-1690). Создана примерно в 1655 году (между 1653 и 1657 годами). Хранится в Государственном музее в Амстердаме (инв. №SK-A-4118).

## Описание
На картине изображены два наездника, которые ненадолго прервали свой путь и остановились у реки, чтобы дать лошадям напиться. Стоит позднее время после полудня, адское солнце светит на облака сбоку и кидает золотой свет на землю. Теплое, разморенное настроение делает этот пейзаж почти не голландским, а каким-то южным. Впрочем, изображенное место находится в Нидерландах, а именно в гористой местности вдоль Рейна между Неймегеном и Клеве. Художник отправился сюда из своего дома в Дордрехте в 1652 году. Рисунки, которые он сделал во время своего путешествия, вдохновили его на создание этого идеалистического летнего пейзажа с аркадской атмосферой.
Кейп любил изображать голландские пейзажи, коров и лошадей, и все это всегда погружено в золотой солнечный свет. Он позаимствовал этот стиль у художников, изображавшие итальянские пейзажи, таких как Ян Бот. Однако сам Кейп никогда не был в Италии.
До 1965 года картина находилась в коллекции Эдмона де Ротшильда (Эксбери, Гемпшир); выкуплена того же года Государственным музеем (Амстердам) при поддержке государства Нидерланды и Общества Рембрандта.

## Ссылка
- Информация на сайте музея (англ.)